# Veronica ogurae
Veronica ogurae är en grobladsväxtart som först beskrevs av Takasi Takashi Yamazaki, och fick sitt nu gällande namn av Albach. Veronica ogurae ingår i släktet veronikor, och familjen grobladsväxter. Inga underarter finns listade i Catalogue of Life.